# Aeropedellus volgensis
Aeropedellus volgensis är en insektsart som först beskrevs av Predtechenskii 1928.  Aeropedellus volgensis ingår i släktet Aeropedellus och familjen gräshoppor. Inga underarter finns listade i Catalogue of Life.